# Горгиев мост
Горгиевият мост (на гръцки: Γεφύρι Γεφύρι στου Γοργία) е стар каменен мост в Егейска Македония, Гърция, в кушнишкото село Подгоряни (Подохори).
Мостът се намира в местността Цириф на 200 m на Лазидевия мост на същия поток Криорема (Лакос), близо до Подгорянския хамам. Мостът до днес обслужва движението между двете махали на селото.
Арката му е направена предимно от тесен камък и има редица камъни, увенчани с по-малък орнамент. И тук, както и на другия мост на селото, пътната настилка е разширена със стоманобетон, което е променило естетиката му, а сводът от горната страна има проблеми поради падането на някои от камъните.
Двеста метра по-високо от моста на същия поток, има останките от друг каменен мост, който се срутва през 50-те години на XX век.